# Erwin Stenzel
Erwin Stenzel (* 28. Juni 1921 in Stuttgart; † 20. März 2017 in Bielefeld) war ein deutscher Neurologe und Epileptologe.

## Leben
Nach dem – mehrfach durch Kriegseinsätze in Russland und Italien sowie durch eine Verwundung unterbrochenen – Studium der Humanmedizin in Halle, Berlin und Freiburg mit Staatsexamen 1947 war Stenzel ab 1948 Assistent in der Universitäts-Nervenklinik Freiburg mit Schwerpunkt Neurologie (bei Richard Jung), wo er später die neuroradiologische Abteilung aufbaute.
Ab 1955 war er Oberarzt in Bethel-Bielefeld (bei Rudolf Dreyer), u. a. mit einem neuroradiologischen Schwerpunkt in der „Aufnahmeklinik“. Wesentliches Verfahren in der damaligen zerebralen Bildgebung vor Einführung der Computertomographie (CT) und Magnetresonanztomographie (MRT) war die Luft- oder Pneumenzephalographie (PEG). 
Ab 1961 war Stenzel Leitender Oberarzt und von 1971 bis 1985 – als Nachfolger von Dreyer und Vorgänger von Peter Wolf – Leitender Arzt der Klinik Mara I und Chefarzt des Epilepsiebereichs der von Bodelschwinghschen Anstalten (seit 2010 Stiftung) Bethel in Bielefeld.

## Werk
Erwin Stenzel war ein „Klinikleiter und Arzt mit einer hohen persönlichen Präsenz, für alle Mitarbeiter der Klinik eine Vaterfigur in bestem Sinn, im Auftreten bescheiden und in seinem Handeln immer an den Belangen des Patienten orientiert,“ was sich auch in der Implementierung von Psychologen, Ergotherapeuten und Sozialarbeitern in das stationäre Versorgungsangebot manifestierte. 
Seine wissenschaftlichen Schwerpunkte waren u. a. der klinische Stellenwert von Antiepileptikabestimmungen im Blut, das spät beginnende Lennox-Gastaut-Syndrom und die „comprehensive care“ für Epilepsie.
Stenzel war u. a. von 1975 bis 1989 Mitglied des Königsteiner Arbeitskreises für Epileptologie (Vorsitzender von 1986 bis 1989). 

## Auszeichnung
- 1985 Ehrenmitglied der deutschen Sektion der Internationalen Liga gegen Epilepsie (seit 2004: Deutsche Gesellschaft für Epileptologie)